# Julius Engel (Politiker)

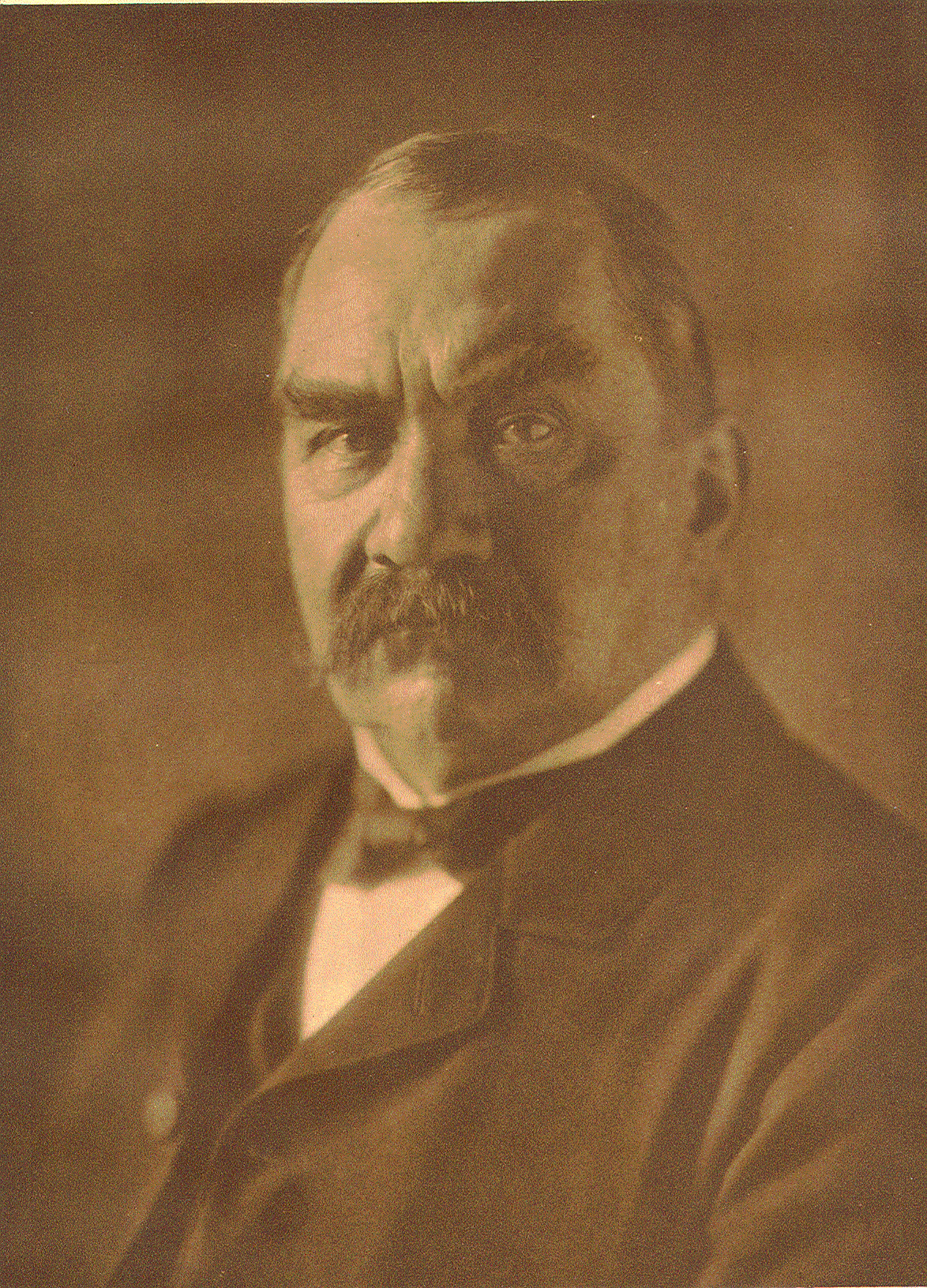
Engel 1905

Julius Friedrich Theodor Engel (* 27. August 1842 in Schleswig; † 2. April 1926 in Hamburg) war ein deutscher Politiker, Richter und Präsident der Hamburger Bürgerschaft.

## Leben
Engel wuchs in Schleswig auf und absolvierte erfolgreich ein Studium der Rechtswissenschaften in Heidelberg und Kiel, das er 1867 mit dem Staatsexamen abschloss. Während seines Studiums wurde er 1862/63 Mitglied der Burschenschaft Teutonia zu Kiel und später 1886 der Burschenschaft Allemannia Heidelberg. Sein Referendariat absolvierte er in den Jahren 1867 bis 1871, zunächst 1867 als Amtssekretär in Reinbek. 1871 legte er sein zweites Staatsexamen ab und ging als Assessor an das Amtsgericht in Albersdorf. Von 1871 bis 1880 war er als Notar und Rechtsanwalt in Neumünster tätig.
Engel entschied sich 1880 zum Eintritt in den Hamburgischen Staatsdienst und wurde Amtsrichter in Hamburg. 1882 wurde er Richter am Landgericht, 1885 Landgerichtsdirektor, 1893 Oberlandgerichtsdirektor und ab 1901 war er Präsident des Landgerichts Hamburg. Engel war als Präsident des Landgerichts Hamburg Nachfolger von Christian Arning. In diesem Amt wirkte er bis zu seiner Pensionierung 1917.
1887 wurde Engel in die Hamburgische Bürgerschaft gewählt, der er bis 1913 angehörte. Er schloss sich der Fraktion der Rechten an, wirkte führend in der Kommission für Verwaltungsreform mit und war von 1902 bis 1913 Präsident der Bürgerschaft.
1912 wurde er Ehrendoktor (Dr. iur. h. c.) der Universität Kiel.